# Hanhals
Hanhals är en bebyggelse väster om Hanhals kyrka och nordost om tätorten Västra Hanhals i Hanhals socken i Kungsbacka kommun. Från 2015 avgränsar SCB här en småort.